# Terentia de legibus consularis imperii
Terentia de legibus consularis imperii va ser una llei romana que regulava l'apel·lació al poble de les decisions dels cònsols. Aquesta apel·lació l'havia establert la llei Valeria de provocatione.
La va proposar l'any 462 aC Gai Terenci Arsa (o Gai Terentil Arsa), tribú de la plebs, quan eren cònsols Tit Veturi Gemí Cicurí i Luci Lucreci Triciptí. Aquesta llei proposava la designació de cinc magistrats amb l'encàrrec de redactar i presentar al poble les regles d'exercici dels poders dels cònsols. La llei va tenir una oposició molt forta i finalment va ser rebutjada. Aquest rebuig va portar a la instauració del decemvirat. També se l'anomena lex Terentilia.